# Cella Dima
Cella Dima (Buciumeni, Dâmbovița, 1916. március 13. – Bukarest, 2000. március 4.) román színésznő.

## Filmjei
- Bulevardul 'Fluieră Vântu' (1950)
- Bădăranii (1960) - Margarita, soția lui jupân Lunardo
- Porto-Franco (1961)
- S-a furat o bombă (1962)
- Cerul n-are gratii (1962)
- La patru pași de infinit (Négy lépésre a végtelentől) (1964)
- Mofturi 1900 (1964)
- Brigada Diverse intră în acțiune (1970) - doamna Rizescu
- Zbor periculos (1984)